# Ministre de la Publicité (Irlande)
Le ministre de la Publicité est un poste du gouvernement de la République irlandaise, État autoproclamé créé en 1919 par le Dáil Éireann, assemblée parlementaire composée de la majorité des députés irlandais élus aux élections générales de 1918.

## Ministre
| Directeur de la Propagande 1919–1921 |                         |                 |                  |       |           |
| No.                                  | Nom                     | Mandat          | Mandat           | Parti | Parti     |
| 1.                                   | Laurence Ginnell        | 1er avril 1919  | 17 juin 1919     |       | Sinn Féin |
| 2.                                   | Desmond FitzGerald      | 17 juin 1919    | 11 février 1921  |       | Sinn Féin |
| 3.                                   | Robert Erskine Childers | 12 février 1921 | 8 mars 1921      |       | Sinn Féin |
| Ministre de la Publicité 1921–1922   |                         |                 |                  |       |           |
| No.                                  | Nom                     | Mandat          | Mandat           | Parti | Parti     |
| 1.                                   | Desmond FitzGerald      | 26 août 1921    | 9 septembre 1922 |       | Sinn Féin |